# Rozhoupaný dech
Rozhoupaný dech (Atemschaukel) je román německé spisovatelky a držitelky Nobelovy ceny Herty Müllerové z roku 2009. Děj románu popisuje osudy sedmihradského Němce, který byl na konci druhé světové války na pět let nasazen na nucené práce do pracovního tábora na Ukrajině. Autorka, jejíž matka byla sama pět let v pracovním táboře, napsala román podle zaznamenaných vzpomínek deportovaných, především pak básníka Oskara Pastiora (1927–2006).
Za český překlad knihy získala Radka Denemarková cenu Magnesia Litera 2011.

## Děj
Příběh začíná v roce 1944, kdy Rumunsko obsadila Rudá armáda a všichni rumunští Němci ve věku 17-45 let jsou na Stalinův příkaz na pět let posláni do sovětských gulagů, aby tím splatili válečný dluh. Odvezen je i sedmnáctiletý Leopold Auberg, který transport bere naivně jako menší zlo a útěk před rodinou, která se nesmí dovědět o jeho homosexualitě. Spolu s dalšími je poslán do ukrajinské stepi mezi Dněpropetrovskem a Doněckem, aby zde pomáhali budovat válkou zničené hospodářství. Leopold se v lágru snaží vypořádat s těžkou prací, hladem, nepříznivým počasím a dozorci. Upíná se k větě, kterou mu při odchodu řekla jeho babička: „Vím, že se vrátíš.“ Během svého nuceného nasazení dostane od matky dopis, že se mu narodil bratr Robert. Na začátku roku 1950 se vrací zpět k rodině. Po prožitém utrpení však nedokáže k rodičům a bratrovi najít vztah. Ožení se, ale v roce 1968 emigruje do Rakouska.

## Recenze knihy v českých médiích
- EHRENBERGER, Jakub. Rozhoupaný dech Herty Müllerové. Hlad a muka sovětského lágru. Topzine.cz [online]. 2012-6-15. Dostupné online. ISSN 1803-9235.
- HOLEČEK, Lukáš. Herta Müllerová – Rozhoupaný dech. Nekultura.cz [online]. 2010-12-16. Dostupné online. ISSN 1802-0526.
- NEŠPOROVÁ, Jitka. Herta Müllerová: Rozhoupaný dech. iLiteratura.cz [online]. 2010-10-20. Dostupné online. ISSN 1214-309X.